# إدارة سيرو لارغو
سيرو لاغو هي أحد إدارات الأوروغواي التسعة عشر وعاصمته هي مدينة ميلو. تقع في الجزء الشرقي من البلاد على الحدود مع البرازيل ويفصل بينهما نهر ريو ياغوارون الذي شكل حدود طبيعية، تحدها إدارة ترينتا ي تريس إلى الجنوب وإدارة دورازنو من الغرب وإدارة تاكواريمبو وريفيرا من الشمال الغربي.

## التاريخ
كانت المنطقة مسكونة بالهنود الحمر ثم استوطنها الإسبان والبرتغاليين في أواخر القرن الثامن عشر. أسس قائد المشاة الإسباني أغوستين دي لا روزا بلدة ميلو في عام 1795 لتكون حصن دفاعي ضد هجمات البرتغاليين والسكان الأصليين. تعرضت المنطقة في العقود التالية لعدة غزوات برتغالية في أعوام 1801 و1811 و1816. سيرو لارغو هي إحدى الإدارات التسع الأصلية التي قبل استقلال الجمهورية، كدت المادة الأولى في الدستور الأول للأوروغواي على وجود المقاطعات التسع (منها سيرو لارغو).

## السكان
| الجماعات العرقية في سيرو لارغو (2011) | الجماعات العرقية في سيرو لارغو (2011) | الجماعات العرقية في سيرو لارغو (2011) | الجماعات العرقية في سيرو لارغو (2011) | الجماعات العرقية في سيرو لارغو (2011) |
| ------------------------------------- | ------------------------------------- | ------------------------------------- | ------------------------------------- | ------------------------------------- |
| الجماعات العرقية                      | الجماعات العرقية                      |                                       | النسبة                                | النسبة                                |
| White                                 | White                                 |                                       | 90.2%                                 | 90.2%                                 |
| أوروغوايانيون ذو أصول أفريقية ‏        | أوروغوايانيون ذو أصول أفريقية ‏        |                                       | 10.9%                                 | 10.9%                                 |
| سكان أصليون                           | سكان أصليون                           |                                       | 4.2%                                  | 4.2%                                  |
| آسيويون                               | آسيويون                               |                                       | 0.5%                                  | 0.5%                                  |
| بدون/آخر/غير محدد                     | بدون/آخر/غير محدد                     |                                       | 1.0%                                  | 1.0%                                  |

بلغ عدد سكان إدارة سيرو لارغو 84,698 نسمة (41,050 من الذكور و43,648 أنثى) و35,841 أسرة في تعداد 2011. بلغ عدد سكان الريف 5,936 نسمة.
البيانات الديموغرافية لإدارة سيرو لارغو في عام 2010:
- معدل النمو السكاني: 0.571٪
- معدل المواليد: 15.95 مولود / 1,000 شخص
- معدل الوفيات: 8.64 حالة وفاة / 1,000 شخص
- متوسط العمر: 32.1 (31.0 للذكور و33.0 للإناث)
- متوسط العمر المتوقع عند الولادة: لإجمالي عدد السكان: 75.86 سنة
- ذكر: 72.58 سنة
- الإناث: 79.04 سنة
- متوسط دخل الأسرة الواحدة: 18,880 بيزو / شهر
- دخل الفرد في المناطق الحضرية: 7,801 بيزو / شهر

### المدن الكبرى
فيما يلي المدن الكبرى.
| المدينة / البلدة | السكان |
| ---------------- | ------ |
| ميلو، أوروغواي ‏  | 51,830 |
| ريو برانكو       | 14,604 |
| Fraile Muerto    | 3,168  |
| Isidoro Noblía   | 2,331  |
| Aceguá           | 1,511  |
| Tupambaé         | 1,122  |

| القرية               | السكان |
| -------------------- | ------ |
| Barrio López Benítez | 522    |
| Hipódromo            | 505    |
| Lago Merín           | 439    |
| Plácido Rosas        | 415    |
| Barrio La Vinchuca   | 388    |

## النقل
يوجد مطار دولي في عاصمة الإدارة ميلو، وتستخدم بحيرة ميرين في الملاحة النهرية. يوجد ميناء تجاري وصناعي في مدينة ريو برانكو الواقعة على الحدود مع مدينة ياغوارون البرازيلية في ولاية ريو غراندي دو سول.

## الحكومة
تذكر المادة 262 من دستور الجمهورية تتولى المجالس الإدارية إدارة شؤون الإدارات باستثناء خدمة الأمن العام. تقع مقرات هذه المجالس في عواصم الإدارات، وتباشر أعمالها بعد مرور ستين يومًا على انتخابها. كما تنص المادة على أنه يجوز للعمدة تفويض السلطات المحلية بموافقة المجلس الإداري لأداء بعض المهام ضمن المناطق الإقليمية التابعة لكل منها.

### البلديات

خريطة لبلديات الإدارة في 2018

يوجد الإدارة خمس عشرة بلدية. أنشئت أول بلديتين ريو برانكو وفرايلي مويرتو بموجب مرسوم الوزارة 01/2010، تنفيذًا للقانونين رقم 18,567 المؤرخ 13 سبتمبر 2009 ورقم 18,653 الصادر في 15 مارس 2010. أنشئت سبع بلديات إضافية في عام 2013 بموجب المرسوم الإداري 11/2013، وهي بلديات أربوليتو وأسيجوا وأريفالو وإيزيدورو نوبليا وبلاسيدو روساس ورامون تريغو وتوبامباي.
جرى تعديل حدود هذه البلديات بموجب المرسوم 28/2018. وأنشئت بلديات أخرى في نفس العام وهي بانيادو دي ميدينا وسنتوريون وسيرو دي لاس كوينتاس ولاس كانياس وكيبراتشو وتريس إيسلاس.
فيما يلي قائمة البلديات وبيانات مفصلة عنهم.
| الخريطة | الاسم                  | المساحة (كم²) | السكان (2011) | المقر                |
| ------- | ---------------------- | ------------- | ------------- | -------------------- |
|         | Aceguá                 | 825.9         | 1686          | Aceguá               |
|         | Arbolito               | 604.5         | 263           | Arbolito             |
|         | Arévalo                | 396.5         | 572           | Arévalo              |
|         | Bañado de Medina       | غير متوفر     | غير متوفر     | Bañado de Medina     |
|         | Centurión              | غير متوفر     | غير متوفر     | Centurión            |
|         | Cerro de las Cuentas   | غير متوفر     | غير متوفر     | Cerro de las Cuentas |
|         | Fraile Muerto          | 407.1         | 3645          | Fraile Muerto        |
|         | Isidoro Noblía         | 665.2         | 2808          | Isidoro Noblía       |
|         | Las Cañas              | غير متوفر     | غير متوفر     | Las Cañas            |
|         | Plácido Rosas          | 524.8         | 602           | Plácido Rosas        |
|         | Municipio de Quebracho | غير متوفر     | غير متوفر     | Quebracho            |
|         | Ramón Trigo            | 1270.5        | 368           | Ramón Trigo          |
|         | Río Branco             | 933.2         | 16270         | Río Branco           |
|         | Tres Islas             | غير متوفر     | غير متوفر     | Tres Islas           |
|         | Tupambaé               | 1110.1        | 1339          | Tupambaé             |